# Kabuki
Kabuki (japanisch 歌舞伎 „Gesang und Tanz“) ist das traditionelle  japanische Theater des Bürgertums der Edo-Zeit. Es besteht aus Gesang, Pantomime und Tanz. Kabuki ist eine im Wesentlichen säkulare Kunstform und etwas weniger formell als das ältere, vom Buddhismus geprägte Nō-Theater der Samurai. Kabuki wurde im Jahr 2005 in die UNESCO-Liste der Meisterwerke des mündlichen und immateriellen Erbes der Menschheit (seit 2008 Repräsentative Liste des immateriellen Kulturerbes der Menschheit) aufgenommen.

## Geschichte

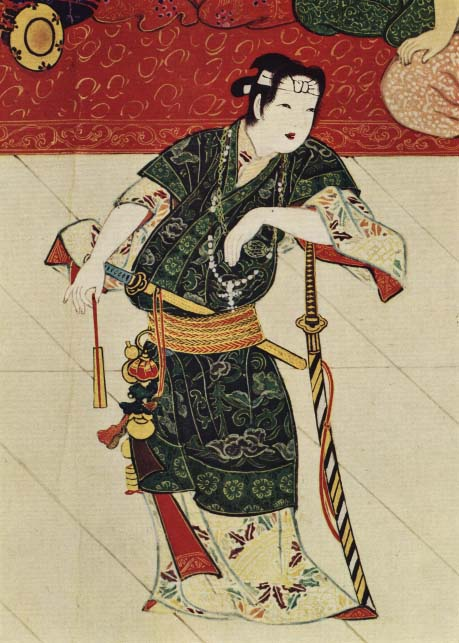
Okuni in der Rolle eines Samurai mit einem christlichen Kreuz

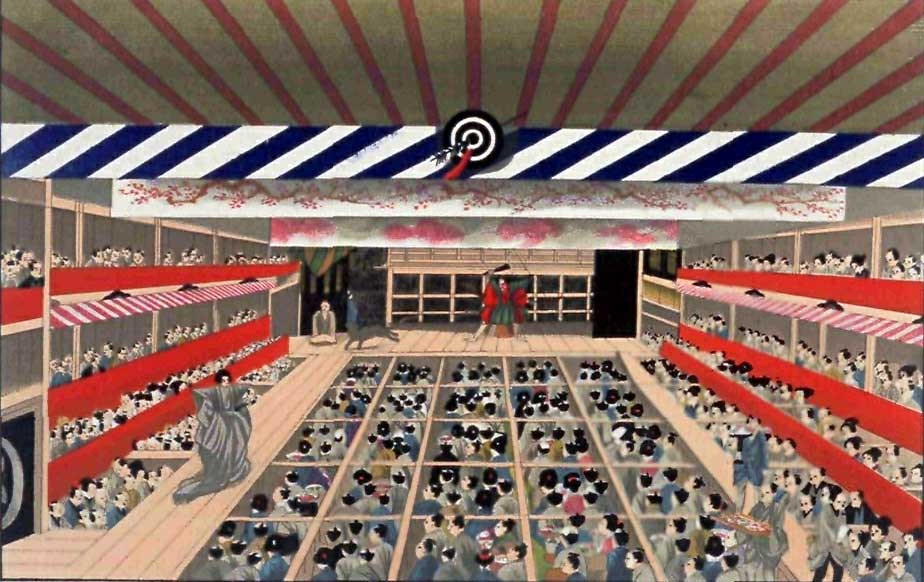
Darstellung einer Aufführung aus „Sketches of Japanese Manners and Customs“, London 1867

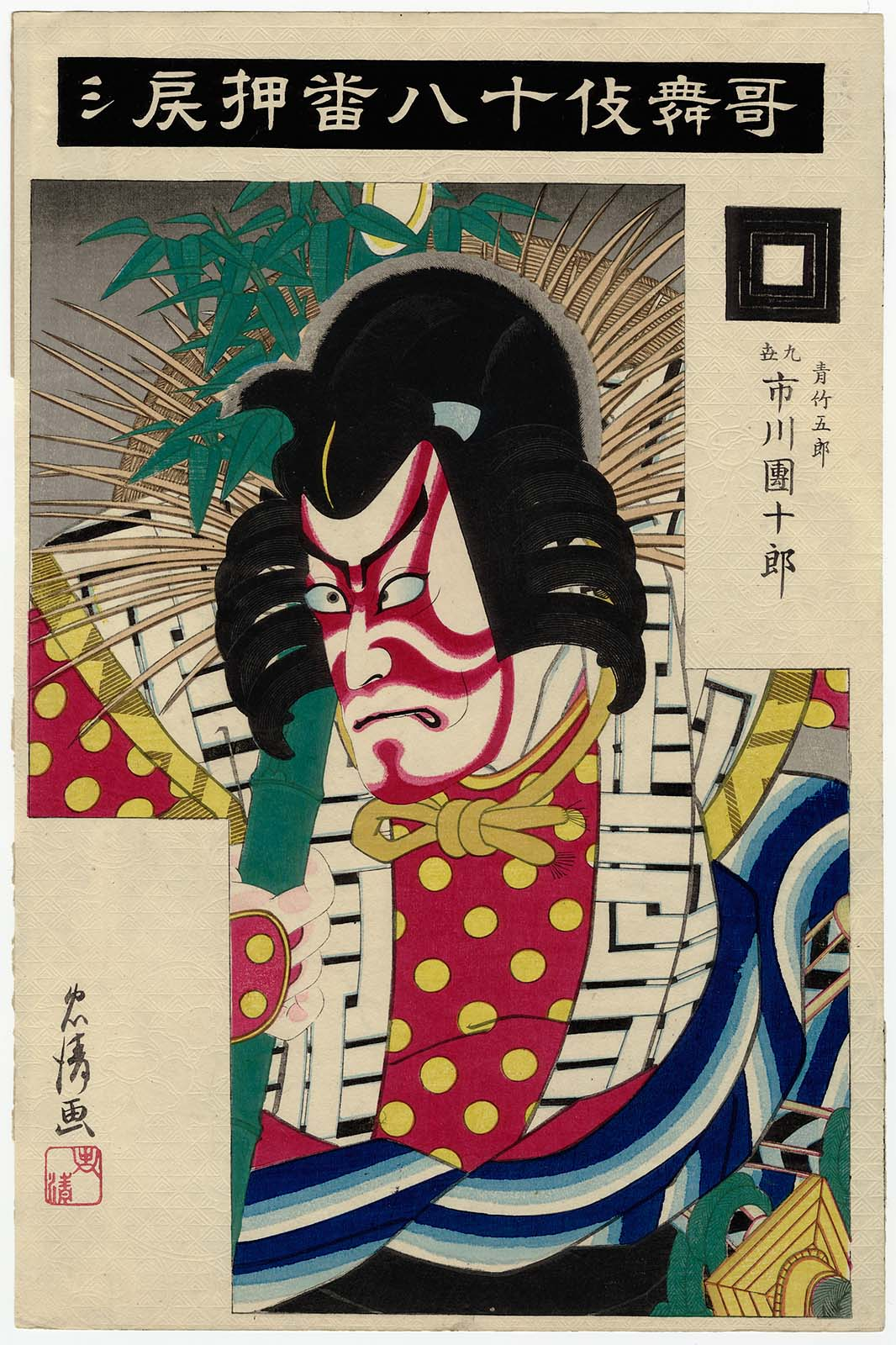
Japanischer Farbholzschnitt von Torii Kiyotada, Schauspieler mit Kumadori-Kabuki-Makeup. Mai 1896.

Begründet wurde die Kunstform 1603 von Okuni vom Izumo-Schrein, einer Miko (Schreinmädchen), als diese zusammen mit anderen Frauen beim Kitano-Schrein in Kyōto Tanz und komödiantische Stücke darbot. Der Tanz selber basierte auf dem religiösen nembutsu odori (念仏踊り, deutsch „Tanz zur Anrufung Buddhas“), den sie um erotische Gesten variierte, wodurch dieses Schauspiel den Namen Kabuki bekam – von kabuku „schockierend; nach vorne lehnen“. Dieses Schauspiel wurde recht schnell von anderen Gruppen übernommen, wobei es häufig auch zur Prostitution kam, sodass das Tokugawa-Shogunat im Jahre 1629 alle Frauen von der Bühne und damit das „Frauen-Kabuki“ (女歌舞伎, onna kabuki) verbannte. Danach bestanden die Gruppen hauptsächlich aus jungen Männern, wobei bei diesem „Jünglings-Kabuki“ (若衆歌舞伎, wakashū kabuki) dasselbe Problem auftrat und 1652 auch dieses verboten wurde. Danach entwickelte sich Kabuki zu einer anspruchsvollen, hochstilisierten Nur-Männer-Form, genannt „Kerl-Kabuki“ (野郎歌舞伎, yarō kabuki). Die Männer, welche die Frauen spielen, werden Onnagata (女形 oder 女方, weibliche Form beziehungsweise weibliche Person) genannt. Sie unterstreichen ihre Rollen mit betont verfeinerten Bewegungen und einer typischen „falsetto“-Stimme. Die beiden anderen Hauptstile, sozusagen die Männerrollen, sind Aragoto (荒事, deutsch „harter Stil“) und Wagoto (和事, deutsch etwa: „weicher Stil“). Die Darsteller unterstreichen ihre Rollen durch ein traditionelles Make-up, Kostüme und Stimmlage. Das Aussehen des Aragoto wurde geprägt durch den Schauspieler Ichikawa Danjūrō I. in Edo und der Wagoto durch Sakata Tōjūrō I. im Kyōto-Osaka-Gebiet (Kansai-Region).
Die Stücke werden in drei Kategorien eingeteilt: Jidaimono (時代物, deutsch „Historienstück“), Sewamono (世話物, deutsch „bürgerliches Stück“) und Shosagoto (所作事, deutsch „Tanzstück“). Die meisten Stücke handeln allerdings von Samurai.

## Die Aufführung
Ein wichtiges Merkmal des Kabuki ist die Mie (見得), eine charakteristische Pose des Darstellers. Viel verkauft wurden billige Farbdrucke mit Mie, also charakteristischen Posen der Darsteller, die nicht selten ein ganzes Gefolge von Verehrern, darunter auch Damen und Kurtisanen des Shogunatspalastes, hatten. Später wurde auch der Hanamichi (花道, dt. „Blumenweg“) üblich, eine Art Laufsteg durch das Publikum, als zweite Bühne, auf dem der Darsteller zum Charakter wird.
Um die Mitte des 18. Jahrhunderts kamen auch Hub- und Drehbühnen in Gebrauch, mit denen die drei großen Theater in Edo, Kyōto und Osaka ausgestattet waren und die Scharen von Schaulustigen anzogen. Laternen an den Decken trugen die Embleme der wichtigsten Schauspieler.
Eine Kabuki-Vorstellung war ein ganztägiges gesellschaftliches Ereignis, in dessen Verlauf auch gegessen und getrunken wurde. Immer wieder vertraten sich die Gäste die Beine in den Wandelgängen der Theater, wo man die anwesenden Schönheiten bewunderte bzw. diese sich bewundern ließen. Besonders faszinierend fand das Publikum die üppige, farbige Bühnenausstattung und die ebenfalls farbenfrohen Kostüme der Darsteller.
In historischen Dramen tragen die Darsteller Kumadori, dick, unwirklich, maskenhaft aufgetragene Schminke.
In den anderen Stücken ist der Schminkstil realistischer, verhaltener. Soweit die Onnagata junge Frauen oder Kurtisanen spielten, schminkten sie sich aufreizend. Die Schauspieler stammten aus Schauspielerfamilien, in denen Rollen, Posen, Bewegungen, Kostüme und Schminkstil von Kind auf trainiert bzw. gelehrt wurden.
Ein typisches Stück ist „Die tausend Kirschbäume von Yoshitsune“ (Yoshitsune Senbon Zakura) über ein Abenteuer des Yoshitsune, Held der Seeschlacht von Dan-no-ura.

## Moderne
Kabuki-Theater hat auch im modernen Japan noch begeisterte Anhänger. Berühmt sind das Kabukiza in Tokio, das Minamiza in Kyōto und das Shochikuza in Osaka.